# Agócs Annamária
Agócs Annamária (Pincehely, 1971. március 20. –) válogatott labdarúgó, csatár.

## Pályafutása

### Klubcsapatban
1985 óta játszott a László Kórház csapatában és nyolc bajnoki címet, öt magyar kupa és négy szuperkupa győzelmet szerzett a csapattal. A 2003–04-es idényben a bajnokság gólkirálya lett 25 góllal.

### A válogatottban
1988 és 2004 között 15 alkalommal szerepelt a válogatottban és öt gólt szerzett.

## Sikerei, díjai
- Magyar bajnokság
  - bajnok: 1985–86, 1986–87, 1988–89, 1993–94, 1994–95, 1997–98, 1998–99, 1999–00
  - 2.: 1991–92, 1992–93, 2003–04
  - 3.: 1987–88, 1989–90, 1990–91, 1995–96, 2003–04
- Magyar kupa
  - győztes: 1998, 1999, 2000, 2003, 2004
- Magyar szuperkupa
  - győztes: 1996, 1998, 1999, 2000
- Német bajnokság
  - 2.: 1991–92
  - 3.: 1992–93
- Német kupa
  - győztes: 1990
  - döntős: 1993

## Statisztika

### Mérkőzései a válogatottban
| Magyarország | Magyarország         | Magyarország                     | Magyarország  | Magyarország | Magyarország  | Magyarország | Magyarország | Magyarország |
| #            | Dátum                | Helyszín                         | Hazai         | Eredmény     | Vendég        | Kiírás       | Gólok        | Esemény      |
| ------------ | -------------------- | -------------------------------- | ------------- | ------------ | ------------- | ------------ | ------------ | ------------ |
| 1.           | 1988. május 28.      | Várna                            | Bulgária      | 1 – 2        | Magyarország  | barátságos   | -            |              |
| 2.           | 1988. június 11.     | Zürich                           | Svájc         | 3 – 0        | Magyarország  | Eb-selejtező | -            |              |
| 3.           | 1988. október 8.     | Baja                             | Magyarország  | 0 – 0        | Olaszország   | Eb-selejtező | -            | 70'          |
| 4.           | 1989. április 23.    | Ózd                              | Magyarország  | 6 – 0        | Bulgária      | barátságos   | -            | 77'          |
| 5.           | 1989. május 21.      | Trencsén                         | Csehszlovákia | 2 – 1        | Magyarország  | barátságos   | 1            | Gól          |
| 6.           | 1989. szeptember 16. | Kalocsa                          | Magyarország  | 1 – 1        | Svájc         | barátságos   | 1            | Gól          |
| 7.           | 1989. szeptember 24. | Mezőkövesd                       | Magyarország  | 0 – 0        | Lengyelország | barátságos   | -            | lecserélve   |
| 8.           | 1989. október 1.     | Straubing                        | NSZK          | 0 – 0        | Magyarország  | Eb-selejtező | -            | lecserélve   |
| 9.           | 1989. október 28.    | Blagoevgrad                      | Bulgária      | 3 – 3        | Magyarország  | Eb-selejtező | -            |              |
| 10.          | 1991. szeptember 25. | Mosonmagyaróvár                  | Magyarország  | 0 – 2        | Németország   | barátságos   | -            |              |
| 11.          | 2003. június 14.     | Reykjavík                        | Izland        | 4 – 1        | Magyarország  | Eb-selejtező | -            | 48' 73'      |
| 12.          | 2003. szeptember 8.  | Dunaújváros                      | Magyarország  | 1 – 3        | Oroszország   | Eb-selejtező | 1            | 63' 72'      |
| 13.          | 2004. április 2.     | Lendva                           | Szlovénia     | 2 – 2        | Magyarország  | barátságos   | -            |              |
| 14.          | 2004. április 4.     | Szombathely, Király-sportcentrum | Magyarország  | 4 – 1        | Szlovénia     | barátságos   | 2            | 2' 68' 72'   |
| 15.          | 2004. április 24.    | Reims                            | Franciaország | 6 – 0        | Magyarország  | Eb-selejtező | -            | 86'          |
|              | Összesen             |                                  |               | 15           | mérkőzés      |              | 5            | gól          |